# 雙靈

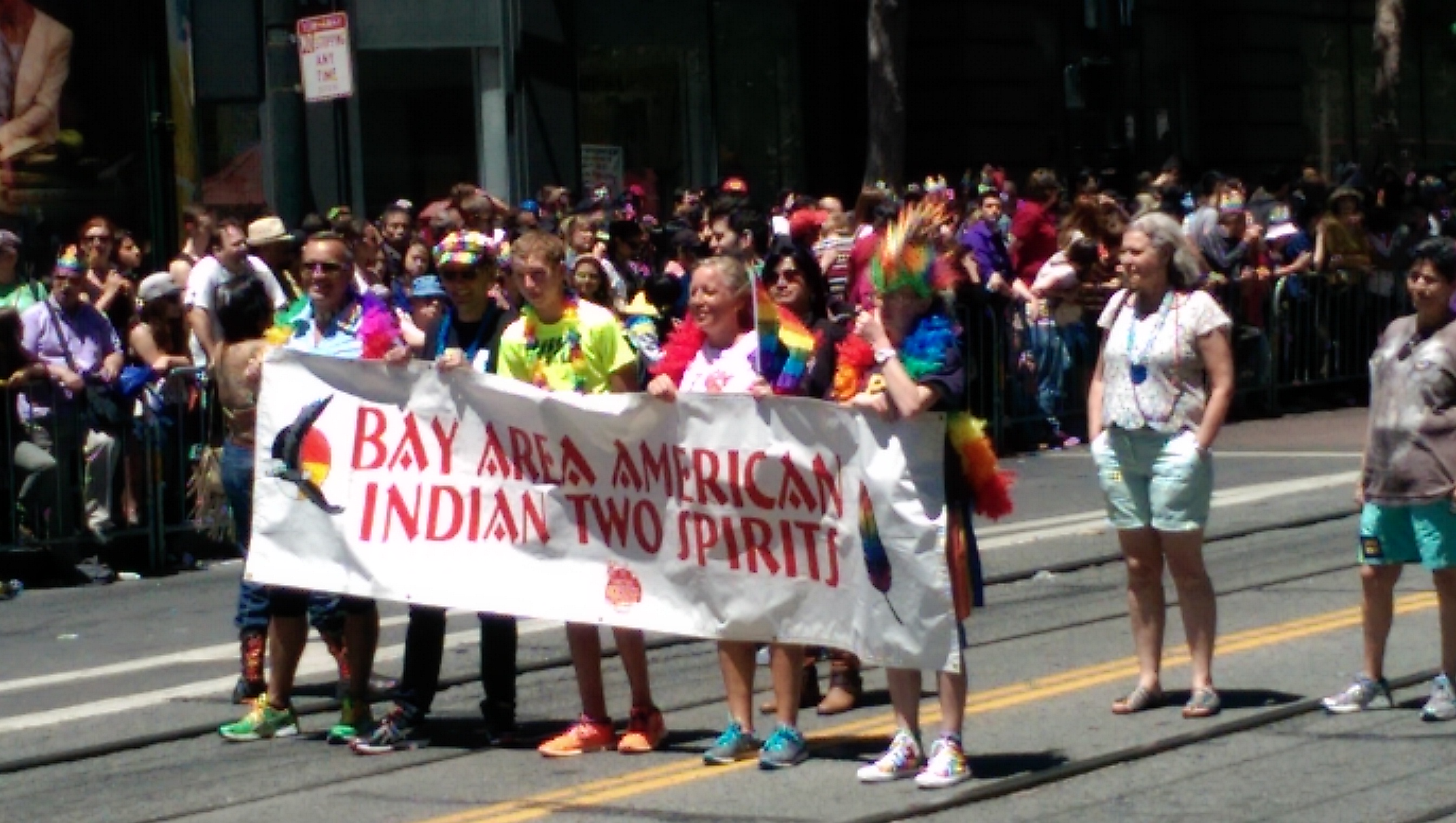

雙靈（英語：Two-spirit、two spirit、twospirited）是一個現代泛北美原住民的概括性詞彙，被一些北美原住民用來描述社區中滿足傳統第三性別（或其他性別變體）的原住民人在他們的文化中的禮儀和社會角色。

## 背景
雙靈一詞，於1990年在溫尼伯舉行的原住民男女同性戀國際聚會上第一次使用，專門用來區分美洲原住民/第一民族與非原住民並使其保持距離。 創造一個“雙靈”的主要目的是新術語是為了鼓勵替換過時且被認為具有冒犯性的人類學術語-berdache。 這個新術語沒有被普遍接受—它被一些傳統社區批評為抹除傳統的術語，因為他們已經對被分組在這個新術語下的人有自己的術語，也被那些拒絕他們所謂的“西方”的人批評二元含義，例如暗示原住民人相信這些人“既是男性又是女性”—它通常比它所取代的人類學術語得到更多的接受和使用。
“雙靈”並不打算與“LGBT美洲原住民”或“（男）同性戀印地安人”互相替代；相反，它是用英語創作的（然後被翻譯作「Ojibwe」），作為泛北美原住民的統稱詞彙，用於一般受眾，而不是原住民語言中的傳統術語，用於表示多樣化的、特定於文化的儀式和社會角色，這些角色可能會有很大差異（如果它們存在的話）。 對於這一目標是否成功，眾說紛紜。 決定採用這個新術語也是為了與非本土同性戀者保持距離，因為雙靈的術語和身份“沒有意義”，除非它被置於本土語境中美國或原住民框架和傳統文化理解。 然而，傳統上由美國原住民和加拿大原住民所體現的性別不順從、LGBT 或第三和第四性別禮儀角色，旨在成為兩種精神的現代統稱詞彙，可能會有很大差異，即使在接受英語術語。沒有一個美洲原住民/第一民族文化的性別或性取向類別適用於所有，甚至大多數這些文化。

## 臺灣類似概念
臺灣也有近似雙靈的概念。泰雅族對於性別氣質不符合生理性別者，會被認為是心裡住著不同的一個人，而這類特別的人會被認為是具有巫靈體質，因此在部落之中受到尊重和敬畏，太魯閣族語稱為「hagay」，指的是「有陰性氣質之生理男性」，擅長表演，婚喪喜慶需要他們，來自某些部落的口傳故事，原先hagay是某位男性的名字，因為他會表演，又擅長模仿女性，於是將hagay形容為陰性特質的男性。
排灣族則泛稱為Adju（原意為好姊妹互稱之代稱詞），在部落扮演重要祭典的吟唱者，守護祖先留下的天韻。

## 外部連結
- The Two-Spirit Tradition，Androgyne Online提供之文章。
- 美納瓦侯自治區立法限定婚姻定義 （页面存档备份，存于），同志新聞通訊社2005/04/29ＰＣ綜合外電報導